# Luigi Musso
Luigi Musso (Roma, 28 luglio 1924 – Reims, 6 luglio 1958) è stato un pilota automobilistico italiano.

## Carriera

### Gli inizi
Figlio di una famiglia benestante, Luigi Musso era il più giovane di tre fratelli. Proprio grazie a loro si appassionò di automobilismo in tenera età, ma siccome non gli avrebbero mai concesso di guidare le loro vetture decise di comprare una Giannini per partecipare ad alcune gare nel 1950.
Solo nel 1952 suo fratello gli cedette la sua Stanguellini con cui riuscì a mettersi in evidenza, tanto che la Maserati decise di offrirgli un contratto, inserendolo nella scuderia insieme ai giovani Mantovani e Giletti. Nel 1953 riuscì quindi a laurearsi campione italiano di sport prototipo nella categoria per motori a 2 litri.

### Formula 1
Debuttò nel 1953 al Gran Premio d'Italia alla guida di una Maserati. L'anno successivo rimase ancora nella squadra italiana, con la quale ottenne un secondo posto in Spagna. Nel 1955 continuò con la casa del tridente, ma ancora non arrivò la vittoria. Questa fu conquistata al Gran Premio d'Argentina 1956 con la Ferrari, in coppia con Fangio.
Nel 1957 ottenne il suo miglior risultato in carriera concludendo terzo nella classifica piloti. Nel 1958 rimase ancora alla rossa, con la quale conquistò due secondi posti nelle prime due gare, portandosi provvisoriamente in testa al campionato.

### La morte
L'ascesa di Musso si concluse tragicamente durante il gran premio di Francia il 6 luglio del 1958, dove non sopravvisse alle ferite riportate in un incidente alla curva Gueux, più nota come Curva del Calvario, del Circuito di Reims. Nel corso del decimo giro Musso stava inseguendo Hawthorn che era in prima posizione ma finì nel fossato all'esterno della curva e la vettura si capottò. Fu trasportato in ospedale con gravi ferite alla testa che ne causarono la morte qualche ora più tardi.
Il titolo mondiale venne vinto dal compagno di squadra Mike Hawthorn, che proprio nella gara fatale a Musso conquistò la sua unica vittoria della stagione. Musso fu il primo pilota Ferrari a morire durante una gara.
Gareggiava sempre con un casco di colore giallo; Enzo Ferrari volle produrre anche vetture di serie con la carrozzeria gialla. Doveva essere il "giallo fiamma" ma Fiamma Breschi gli suggerì di chiamarlo "giallo FLY".
Musso venne sepolto nel cimitero comunale monumentale Campo Verano di Roma.

## Risultati completi in F1
| 1953 | Scuderia | Vettura |  |  |  |  |  |  |  |  |   |  |  | Punti | Pos. |
| ---- | -------- | ------- |  |  |  |  |  |  |  |  | - |  |  | ----- | ---- |
| 1953 | Maserati | A6GCM   |  |  |  |  |  |  |  |  | 7 |  |  | 0     |      |

| 1954 | Scuderia | Vettura    |    |  |  |  |  |  |  |     |   |  |  | Punti | Pos. |
| ---- | -------- | ---------- | -- |  |  |  |  |  |  | --- | - |  |  | ----- | ---- |
| 1954 | Maserati | A6GCM 250F | NP |  |  |  |  |  |  | Rit | 2 |  |  | 6     | 8º   |

| 1955 | Scuderia | Vettura |   |     |  |   |   |   |     |  |  |  |  | Punti | Pos. |
| ---- | -------- | ------- | - | --- |  | - | - | - | --- |  |  |  |  | ----- | ---- |
| 1955 | Maserati | 250F    | 7 | Rit |  | 7 | 3 | 5 | Rit |  |  |  |  | 6     | 10º  |

| 1956 | Scuderia | Vettura |   |     |  |  |  |  |     |     |  |  |  | Punti | Pos. |
| ---- | -------- | ------- | - | --- |  |  |  |  | --- | --- |  |  |  | ----- | ---- |
| 1956 | Ferrari  | D50     | 1 | Rit |  |  |  |  | Rit | Rit |  |  |  | 4     | 11º  |

| 1957 | Scuderia | Vettura |     |  |  |   |   |   |     |   |  |  |  | Punti | Pos. |
| ---- | -------- | ------- | --- |  |  | - | - | - | --- | - |  |  |  | ----- | ---- |
| 1957 | Ferrari  | 801     | Rit |  |  | 2 | 2 | 4 | Rit | 8 |  |  |  | 16    | 3º   |

| 1958 | Scuderia | Vettura |   |   |   |  |     |      |  |  |  |  |  | Punti | Pos. |
| ---- | -------- | ------- | - | - | - |  | --- | ---- |  |  |  |  |  | ----- | ---- |
| 1958 | Ferrari  | 246 F1  | 2 | 2 | 7 |  | Rit | Rit† |  |  |  |  |  | 12    | 8º   |

| Legenda | 1º posto     | 2º posto | 3º posto    | A punti         | Senza punti/Non class.  | Grassetto – Pole position Corsivo – Giro più veloce |
| Legenda | Squalificato | Ritirato | Non partito | Non qualificato | Solo prove/Terzo pilota | Grassetto – Pole position Corsivo – Giro più veloce |

† Deceduto durante la gara.